# Furazolidona

Formulación de la Furazolidona.

La furazolidona es un nitrofurano que ejerce acción contra gérmenes grampositivos y gramnegativos, así como contra Trichomonas y Giardia. Es un antidiarreico que ejerce amplio espectro de actividad en casos de Giardiasis, Fiebre tifoidea y Fiebre paratifoidea. Se emplea en la diarrea de los viajeros.

## Descripción
Es un polvo cristalino amarillo pálido a amarillo intenso, inodoro con sabor suave, poco soluble en agua (40 mg/L) pero soluble en dimetil-formamida (1 mg/ml). Se recomienda no poner al calor ni a la luz del sol.

## Espectro
Entre los gérmenes patógenos sensibles al medicamento se encuentran diversas especies y cepas de Salmonella, Shigella, Proteus, E. coli, Streptococcus, Staphylococcus y Enterococcus y Vibrio cholerae.

## Mecanismo de acción
Su mecanismo de acción consiste en interferir con los sistemas enzimáticos bacterianos, principalmente a nivel del ciclo de Krebs. También se une al ADN bacteriano que conduce a la inhibición progresiva de la monoaminooxidasa (MAO).

## Farmacocinética
La furazolidona se absorbe por vía oral y alcanza en los diferentes líquidos corporales concentraciones suficientes para ejercer una acción antibacteriana eficaz. La furazolidona no es catabolizada en los tejidos como pudieran ser la pared intestinal o el hígado.

## Contraindicaciones
La furazolidona no debe ser prescrita a mujeres con embarazo a término o en caso de infarto reciente. Deben evitarla las personas con deficiencia de glucosa-6-fosfato deshidrogenasa, por el riesgo de que desencadene anemia hemolítica. Contraindicada también en pacientes sometidos a tratamiento a base de la monoaminooxidasa.

## Efectos adversos
La furazolidona, administrada en la dosis prescrita, es muy eficaz. Sin embargo, la FDA ha declarado oficialmente que es no segura (unsafe) y que la furazolidona, así como otros medicamentos de la misma familia (nitrofuranos) son ellos mismos, y sus metabolitos, cancerígenos. Puede provocar que la orina adquiera un color amarillo intenso, pero esto no debe considerarse como un efecto adverso. La sobredosificación produce signos nerviosos en todas las especies que van desde falta de coordinación hasta parálisis, los cuales desparecen en el momento en que se retira el fármaco.En ocasiones produce náuseas y vómitos, erupción morbidiforme con prurito, anemia hemolítica en personas con déficit de G-6-PD y agranulocitosis. Dado que es inhibidor de la MAO, pudiendo originar las reacciones propias de estos compuestos, y provoca también reacciones de tipo disulfiram si hay alcohol. Puede haber un efecto antabus (o efecto disulfiram) cuando se combina con alcohol.

## Uso en veterinaria

### Indicaciones y dosis
Es probable que las concentraciones que alcanza furazolidona en diversos tejidos tengan efecto terapéutico, pero en SNC (Sistema Nervioso) sus efectos tóxicos son más notorios que sus ventajas de ahí que se le use principalmente en la terapéutica de enfermedades GI (Gastro Intestinales), más a menudo diarreas o bien como promotor de crecimiento en cerdos y aves.
Existen preparados de suspensiones orales para bovinos y cerdos destinados al control de la diarrea de origen bacteriano.
´‘’Bovinos: ’’’
Útil en el tratamiento de diarreas en dosis de 5-20mg/kg/8-24 h tres días por vía oral
‘‘’Caballos: ’’’
En potros con diarrea, se utiliza 5mg/kg/8h/máximo 5 días. Además, puede ser útil aplicarla por vía tópica para el tratamiento de algunas infecciones de la piel.
‘’’Cerdos: ’’’
En lechones la terapéutica individual consiste en administrar una dosis de 16-20mg / kg/día/3 días; cuando se realiza un tratamiento colectivo contra Salmonelosis y colibacilosis se administran 110-330 ppm en el alimento durante 3 a 7 días (no más de 10 días) para el control de infecciones GI, incluyendo aquellas causadas por protozoarios (por ejemplo Eimeria sp.
‘’’Pollos: ‘’’
La terapéutica individual de diarreas consiste en administrar dosis de 16-20 mg/kg/día/3 días; cuando se realiza un tratamiento colectivo contra Salmonelosis y colibacilosis, se administran 110-330 ppm en el alimento durante tres a siete días (no más de 10 días).
Se le usa como promotor del crecimiento en dosis de 100-300 ppm en las primeras semanas de vida.

### Bovinos
En becerros se usan dosis de 3-10 mg/kg (la administración durante más de 3 días puede inducir afectos neurológicos adversos, entre ellos parálisis de tren posterior). Puede causar que la orina tenga un color amarillo marrón, pero sin consecuencia alguna para el animal. Con dosis de 25-30mg/kg puede presentarse intoxicación aguda del ganado, o la intoxicación puede ser de forma crónica con dosis de 8.5 mg /kg/28 días.

### Pollos, patos y pavos
Puede originar decremento de la producción y problemas de fertilidad pero, según investigaciones realizadas en la Universidad Nacional Autónoma de México, el uso de furazolidona en el agua de bebida de aves, a razón de 260 ppm, no predispone a la presencia de ascitis o hidropericardio y no tiene ningún efecto negativo sobre la conversión alimenticia, incluso cuando se utiliza al mismo tiempo en el alimento a razón de 55 ppm.
En los estudios que demuestran la toxicidad de la furazolidona y su capacidad de predisponer al síndrome ascítico se utilizaron dosis de 800 ppm durante una semana. Se menciona que en patos y en pavos induce necrosis cardiaca en dosis elevadas. Por ejemplo, el uso de forma continua en concentraciones mayores de 650 ppm de furazolidona en el alimento puede generar daño cardiaco, ascitis y muerte en patos de menos de cuatro semanas de edad; en un estudio se observó que el daño cardíaco era reversible 28 días después de haber terminado el tratamiento.
En estudios realizados por diversos autores, con dosis de 800 ppm o más durante varias semanas, se han encontrado pollos de engorda con lesiones cardiacas y hepáticas, e incluso se ha relacionado  su sobredosificación con ascitis. Sin embargo, los autores han encontrado que una cuidadosa dosificación no tiene efecto alguno sobre las variables descritas.
El empleo de la furazolidona en el alimento en forma continua a concentraciones de 100-300 ppm no afectó los porcentajes de producción, peso del huevo, fertilidad y viabilidad embrionaria en gallinas reproductoras ligeras. Más aún, se logran buenos índices reproductivos. Se ha demostrado que el uso de furazolidona en concentraciones mayores de 220 ppm en alimento por más de 15 días reduce la espermatogénesis y la mortalidad espermática en gallos reproductores. Sin embargo, el uso de la furazolidona en concentraciones de 330 ppm en el alimento no tuvo ningún efecto macroscópico o microscópico en los testículos de cerdos alimentados con dicho alimento. Por lo anterior, se concluye que este efecto depende de la especie.

## Toxicidad en animales
Es evidente que los nitrofuranos son tóxicos, y los son más que otros fármacos. En diversos estudios no se han encontrado lesiones de importancia en pollos a los que se les administraron dosis terapéuticas de nitrofuranos (furaltadona y furazolidona). La furazolidona es muy cardiotóxica y está contraindicando su uso en los pavos. Los efectos carcinogénicos se han demostrado sobre todo en animales de laboratorio; por ejemplo, en ratones a los que se les administró furazolidona en el alimento al (0.15 %) durante un año se encontró que se desarrollaban tumores mamarios y, con una concentración de 0.03%, adenocarcinomas bronquiales. Es necesario mencionar que no se ha demostrado que se produzcan dichos efectos al alimentar este tipo de ratones con carne de pollo proveniente de animales medicados con nitrofuranos.

### Interacciones
La combinación de furazolidona con loperamida es útil en el tratamiento de la diarrea en lechones y becerros. El efecto antimicrobiano de la furazolidona por un lado y el aumento de los movimientos de segmentación y la actividad antihipersecretora de la loperamida por el otro hace que sean  eficaces en la terapéutica de la diarrea por E, coli y otros agentes inductores de hipersecreción de las criptas intestinales y, por ende de la diarrea más común en estas especies. La combinación de furazolidona en el alimento, a razón de 400 ppm con 1-5 ppm de zoaleno o con 125 ppm de ampriolo produce signos nerviosos en pollo de engorda, por lo que se recomienda evitar esta mezcla. No se recomienda administrarla junto con buspirona, amina, simpaticomimeticas como fenilpropanolamina o efedrina, ni con antidepresivos triciclos (amitriptilina, nortriptilina) o algunos tipos de alcohol. Comercialmente se encuentra disponible solo en  combinación con metilescopolamina, sulfato de neomicina, caolín, homatropina, pectina, sulfametoxipiridazina, trimetropin, ampicilina y ácido nalidixidico con dichas combinaciones  se busca aumentar el espectro y una función antidiarreica.

### Tiempo de retiro
En pollos y cerdos se ha detectado que pueden encontrarse residuos en músculo, riñón e hígado.
La fracción identificable con cromatografía y otros métodos químico analíticos modernos indican que la furazolidona se elimina por orina de manera completa a las 12 horas al terminar el tratamiento, aun así, los metabolitos requieren entre 14-21 días para desaparecer de los tejidos de los animales tratados.